# Vodík
Vodík (chemická značka H, latinsky hydrogenium) je nejlehčí a nejjednodušší plynný chemický prvek. Tvoří převážnou část hmoty ve vesmíru. Elementární vodík (H2) má široké praktické využití: zdroj energie, redukční činidlo v chemické syntéze nebo metalurgii a také jako náplň meteorologických a pouťových balónků a do 30. let 20. století i vzducholodí.

## Základní fyzikálně-chemické vlastnosti

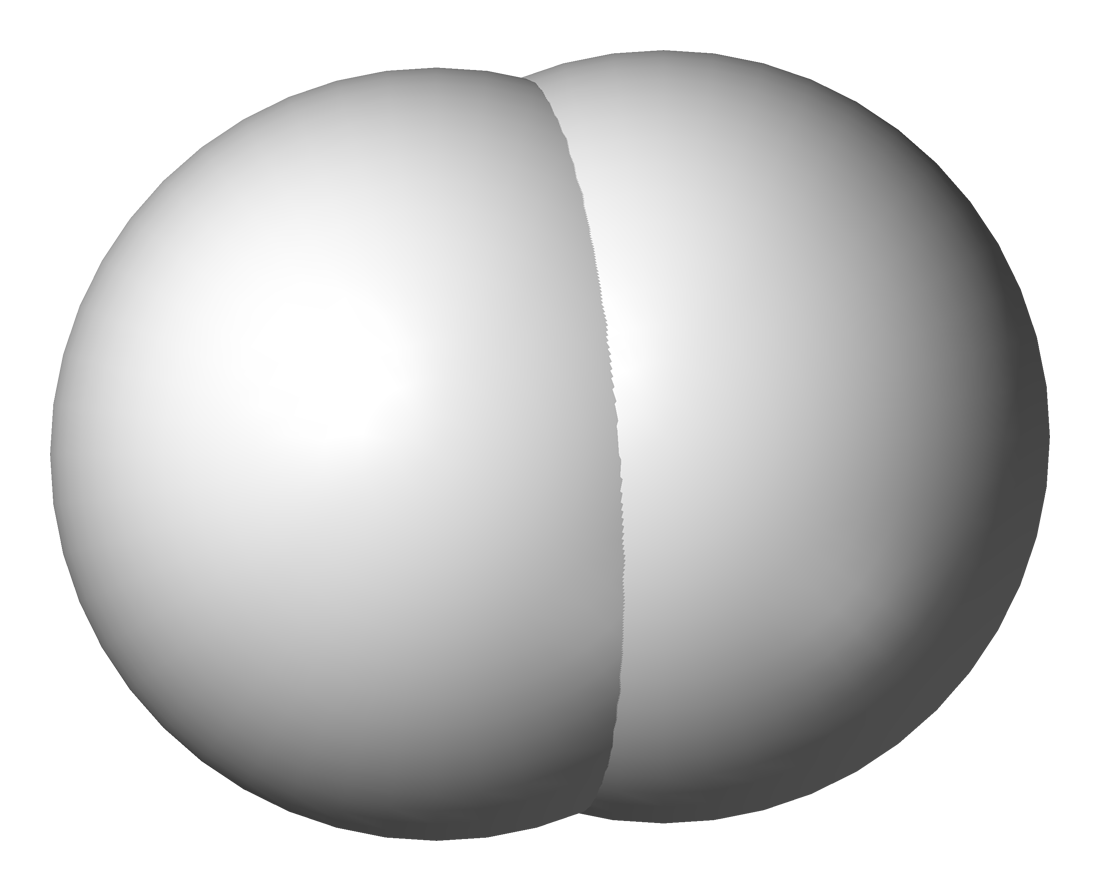
Molekula vodíku

Vodík je bezbarvý, lehký plyn, bez chuti a zápachu. Je hořlavý, hoří namodralým plamenem, pro jeho hoření je nutný oxidační prostředek, kterým je nejčastěji vzdušný kyslík. Je 14,38× lehčí než vzduch a vede teplo sedmkrát lépe než vzduch. Vodík je za normální teploty stabilní, pouze s fluorem se slučuje za pokojové teploty. Je značně reaktivnější při zahřátí, především s kyslíkem a halogeny se slučuje velmi bouřlivě, i když pro spuštění této reakce je nutná inicializace (např. jiskra, která zapálí kyslíko-vodíkový plamen). Vodík je velmi málo rozpustný ve vodě, ale některé kovy ho pohlcují (nejlépe palladium).
Vodík vytváří sloučeniny se všemi prvky periodické tabulky (s výjimkou vzácných plynů), zejména pak s uhlíkem, kyslíkem, sírou a dusíkem. Ty tvoří základní stavební jednotky života na Zemi.
Vodík je schopen tvořit zvláštní typ chemické vazby nazývaný vodíková vazba nebo také vodíkový můstek, kde vázaný atom vodíku vykazuje afinitu i k dalším atomům, s nimiž není poután klasickou chemickou vazbou. Mimořádně silná je vodíková vazba s atomy kyslíku, což vysvětluje anomální fyzikální vlastnosti vody (vysoký bod varu a tání atd.).
Zajímavou vlastností vodíku je jeho schopnost „rozpouštět“ se v některých kovech, např. v palladiu nebo platině. Ty poté fungují jako katalyzátory chemických reakcí. Je to způsobeno tím, že má vodík velmi malé molekuly, které jsou schopny procházet krystalovou mříží různých materiálů.

## Historický vývoj
Již Robert Boyle (viz také Boyleův–Mariottův zákon) pozoroval v roce 1671 reakci železa se zředěnými kyselinami (sírovou a chlorovodíkovou), která vedla k tvorbě plynného vodíku, ale nepoznal, že se takto uvolněný plyn liší od vzduchu.
Teprve v roce 1766 si Henry Cavendish uvědomil, že tento plyn je chemické individuum a nazval jej „hořlavým vzduchem“. Cavendish je takto považován za objevitele vodíku jako chemického prvku. Cavendish však spekuloval, že tento hořlavý vzduch je vlastně hledaná hypotetická látka, flogiston, a své flogistonové teorie se nikdy nevzdal. Nicméně v roce 1781 zjistil, že tato látka tvoří při hoření vodu, což otevřelo cestu k objevu vodíku jako chemického prvku (elementu).
V roce 1783 pojmenoval Antoine Lavoisier tento prvek „hydrogen“ podle řeckých slov ὕδωρ (hýdōr, „voda“) a γεννάω (gennáo, „tvořím“). Lavoisier syntetizoval vodu hořením vodíku v proudu kyslíku a kvantitativní výsledky potvrdily, že voda není element, což se po 2000 let považovalo za zřejmé, nýbrž sloučenina těchto dvou prvků. Lavoisier provedl rovněž rozklad vody rozžhaveným železem v roce 1783.
Rozklad vody elektrickým proudem na jednotlivé složky, kyslík a vodík, poprvé provedli Jan Rudolph Deiman a Adriaan Paets van Troostwijk v roce 1789.
Český název pro vodík pochází od Jana Svatopluka Presla, který spolu s Karlem Slavojem Amerlingem vytvořil v polovině 19. století české názvy pro tehdy známé prvky ještě před tím, než Mendělejev publikoval v roce 1869 svůj objev periodické tabulky prvků. Vodík je jeden z deseti tzv. archaických názvů prvků, které se v češtině používají dodnes, ostatní názvy se neujaly.
Vodík je jediný prvek, jehož izotopy mají vlastní chemické názvy a značky. Deuterium (D, 2H) je izotop tvořený jedním protonem a jedním neutronem v jádře atomu, tritium (T, 3H) je izotop tvořený jedním protonem a dvěma neutrony v jádře atomu. Pro samotný vodík je vyhrazen název protium, ale značka P se nepoužívá, protože je obsazena značkou fosforu (P). IUPAC umožňuje používání značek D, T, ale preferuje 2H, 3H.
Plynný vodík se vyskytuje ve dvouatomové molekule H2, která je mnohem stabilnější než atomární vodík. Za normální teploty se vodík chová tak, jako by byl směsí tří objemů orthovodíku (jádra atomů vodíku v molekule mají stejný spin) a jednoho objemu paravodíku (opačný spin). Při skladování kapalného vodíku probíhá přeměna ve směru ortho → para, která je exotermická natolik, že může dojít ke ztrátě až 2/3 původní kapaliny. Bylo nutno vyvinout postup, kdy se při zkapalňování vodíku zároveň provádí přeměna na para- H2.
Deuterium bylo spektroskopicky pozorováno v roce 1931, příprava téměř čisté sloučeniny D2O (tzv. těžká voda) byla provedena elektrolyticky v roce 1933.
Tritium bylo poprvé připraveno v roce 1934 bombardováním sloučenin deuteria deuterony, schematicky 2H+2H → 3H +H.

## Výskyt vpřírodě
Elementární vodík je na Zemi přítomen jen vzácně. Nejvíce elementárního vodíku se vyskytuje v blízkosti sopek v sopečných plynech. Plynný vodík se v našem prostředí vyskytuje ve formě dvouatomových molekul H2, je však známo, že v mezihvězdném prostoru je přítomen z převážné části jako atomární vodík H. V zemské atmosféře se vyskytuje jen ve vyšších vrstvách a díky své mimořádně nízké hmotnosti postupně z atmosféry vyprchává. Elementární vodík je však jednou z podstatných složek zemního plynu, vyskytuje se i v ložiscích uhlí.
Ze sloučenin je nejvíce zastoupena voda, která jako moře a oceány pokrývá 2/3 zemského povrchu. Bylo vypočteno, že se vodík podílí na složení zemské kůry (včetně atmosféry a hydrosféry) 0,88 hmotnostními procenty a 15,5 atomárními procenty.
Další významný zdroj vodíku představují organické sloučeniny. Vodík patří společně s uhlíkem, kyslíkem a dusíkem mezi biogenní prvky, které tvoří základní stavební kameny všech živých organismů. Díky tomu se vodík vyskytuje prakticky ve všech sloučeninách tvořících nejvýznamnější surovinu současné energetiky a organické chemie – ropu.
Vodík je základním stavebním prvkem celého vesmíru, vyskytuje se jak ve všech svítících hvězdách, tak v mezigalaktickém prostoru. Podle současných měření se podílí ze 75 % na hmotě a dokonce z 90 % na počtu atomů přítomných ve vesmíru.

## Tvorba vpřírodě aprůmyslová výroba
Vodík se v přírodě tvoří při rozkladu organických látek některými bakteriemi. Genetické inženýrství usiluje o zdokonalení tohoto procesu do míry průmyslově využitelné k produkci vodíku pro vodíkové motory.
Vodík se uvolňuje při koksování uhlí, takže ve svítiplynu a koksárenském plynu tvoří okolo 50 % obj. Toho se dříve využívalo při průmyslové výrobě vodíku tak, že se tyto plyny zkapalnily a vodík se oddestiloval.
Vodík se ve velkém průmyslově vyrábí termickým rozkladem methanu (zemního plynu) při 1000 °C (tzv. parním reformingem zemního plynu). Tato technologie je nejlevnější, reaguje směs metanu a vodní páry za vzniku vodíku a CO2. Účinnost se pohybuje okolo 80 %, ale značnou nevýhodou je, že na 1 kg vyrobeného vodíku se vyprodukuje 5,5 kg CO2.
CH4 → C + 2 H2
Jedna z mála využívaných příprav vodíku je katalytické štěpení methanolu vodní parou při 250 °C.
CH3OH + H2O → CO2 + 3 H2
Další málo využívaná příprava je katalytický rozklad amoniaku při teplotě okolo 1000 °C
2 NH3 → N2 + 3 H2
Rozpouštění neušlechtilých kovů v kyselinách se využívá k přípravě vodíku v laboratoři. Nejčastěji se k tomu využívá reakce zinku s kyselinou chlorovodíkovou.
Zn + 2 HCl → ZnCl2 + H2
Reakcí amfoterních kovů s roztoky hydroxidů vznikají rozpustné hydroxokomplexy a vodík, nejtypičtější je reakce hliníku s roztokem hydroxidu sodného. Lze využít i reakce křemíku s roztokem hydroxidu (například hydroxidu sodného nebo směsi hydroxidu sodného a hydroxidu vápenatého).
2 Al + 2 NaOH + 6 H2O → 2 Na[Al(OH)4] + 3 H2
Si + 4 NaOH → Na4SiO4 + 2 H2
Si + Ca(OH)2 + 2 NaOH → Na2SiO3 + CaO + 2 H2
Vodík vzniká také jako odpadní produkt při výrobě hydroxidů. Například sodík reaguje s vodou za vzniku hydroxidu sodného a vodíku.
2 Na + 2 H2O → 2 NaOH + H2
Reakcí hydridu vápenatého s vodou vzniká hydroxid vápenatý a vodík, ale reakce je pro praktické použití nevyužitelná, protože hydrid vápenatý je velmi drahý.
CaH2 + 2 H2O → Ca(OH)2 + 2 H2
Vedením vodní páry přes rozžhavené železo vzniká oxid železnato-železitý a vodík. Tento oxid se dá využít k tvorbě permanentních magnetů.
3 Fe + 4 H2O → Fe3O4 + 4 H2
Dřívější velmi využívaná příprava vodíku byla reakce koksu s vodní párou. Takto vzniká hlavně vodní plyn.
H2O + C → CO + H2 … reakce probíhá dále … CO + H2O → CO2 + H2
Další z možností je reakce methanu s vodní párou. Je také možno k methanu a vodní páře přidat kyslík a reakce probíhá za velmi velkého zisku vodíku.
CH4 + H2O → CO + 3 H2
12 CH4 + 5 H2O + 5 O2 → 29 H2 + 9 CO + 3 CO2
Poslední z alespoň trochu běžných příprav vodíku je reakce fosforu s vodní párou za vzniku kyseliny fosforečné a vodíku.
2 P + 8 H2O → 2 H3PO4 + 5 H2
Průmyslově se vodík vyrábí elektrolýzou vody.
2 H2O → 2 H2 + O2
Do budoucna se počítá s výrobou vodíku pomocí jaderné energie, a to buď termochemicky (vysokými teplotami - viz Mezinárodní fórum pro IV. generaci) nebo prostřednictvím elektrického proudu (jaderné elektrárny by tak mohly být využívány v době, kdy pro vyráběný proud není odběr). Taková produkce by mohla být i levnější než z obnovitelných zdrojů.

## Využití

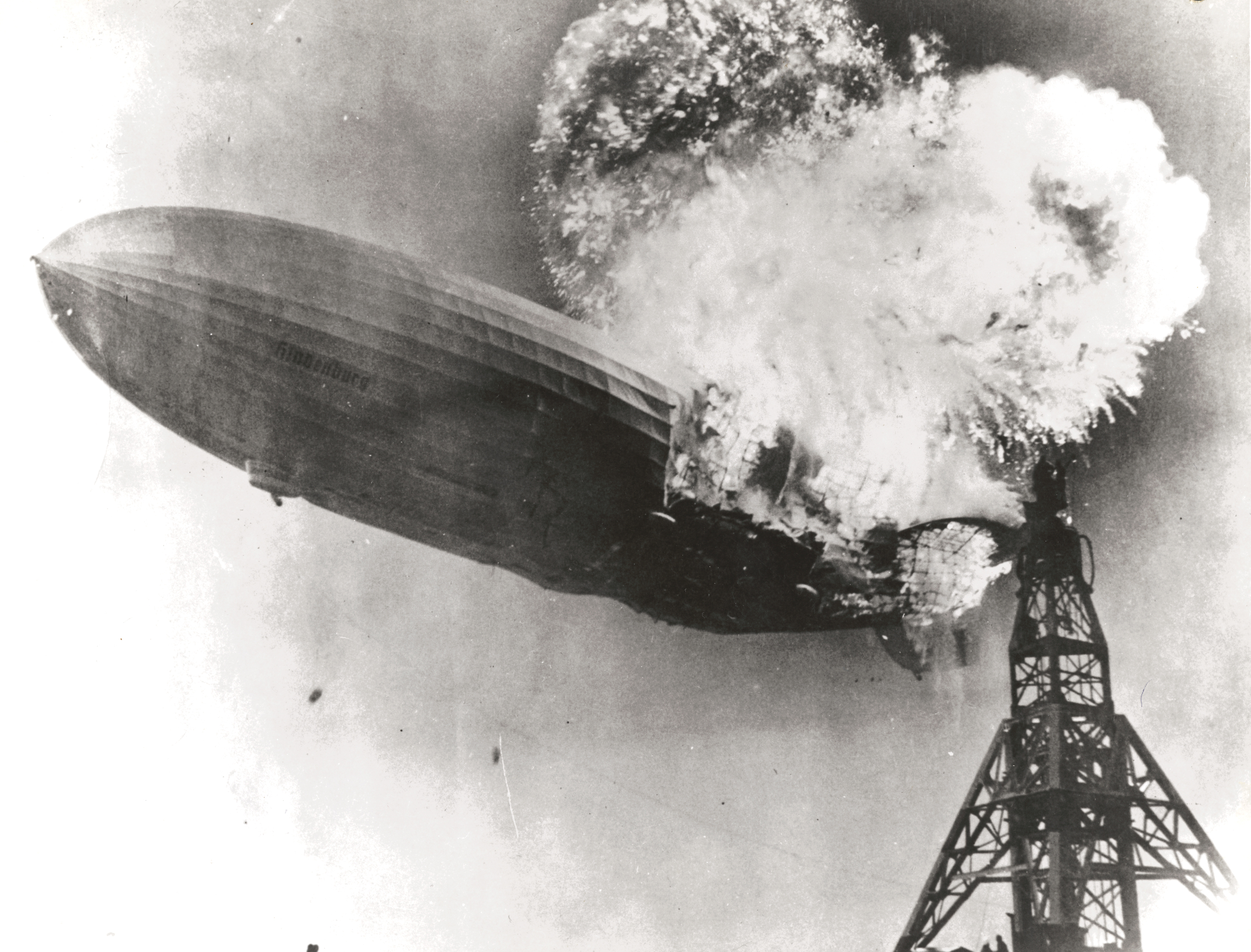
Požár vzducholodi Hindenburg, plněné vodíkem

Hlavní využití elementárního vodíku:
- V chemickém průmyslu je vodík výborným redukčním činidlem, sloužícím k sycení násobných vazeb organických molekul, např. při ztužování rostlinných olejů.
- Redukčních vlastností plynného vodíku se někdy využívá v metalurgii k získávání kovů z jejich rud (wolfram, molybden). Tento proces se ovšem využívá pouze tehdy, kdy nelze využít běžnější redukční činidla, jako je např. koks nebo dřevěné uhlí. Je to jednak kvůli poměrně vysoké ceně vodíku, ale především s ohledem na riziko možného výbuchu vodíku při kontaminaci prostředí kyslíkem nebo vzduchem za vysoké teploty.
- Vodík jako zdroj energie představuje pravděpodobně budoucnost energetiky i dopravy. Při spalování vodíku vzniká vedle značného energetického zisku (96–120 MJ/kg vodíku[12]) pouze ekologicky naprosto nezávadná voda. Automobilové motory na bázi spalování plynného vodíku jsou v současné době předmětem intenzivního výzkumu předních světových výrobců motorů. V současnosti je však většina vodíku získávána z fosilních paliv, a vodík jako mezistupeň snižuje účinnost jejich využití. Ústav jaderného výzkumu v Řeži vyvinul TriHyBus – český hybridní autobus na vodíkový pohon, elektrobus čerpající energii z palivových článků.
- Pro výhodný poměr chemická energie/hmotnost je vodík používán jako raketové palivo (například pro raketoplán).
- Zdokonalení a zlevnění palivového článku postupně umožňuje jeho širší nasazení. V tomto energetickém zařízení se energie chemické reakce vodíku s kyslíkem přeměňuje přímo na elektrickou energii. Jako paliva se přitom používá plynného vodíku, kyslík je u některých článků dodáván z atmosféry jako při normálním hoření. Účinnost tohoto procesu dosahuje v současné době hodnoty 60 %, což je podstatně více než při spalování vodíku a následným využitím vzniklého tepla pro výrobu elektrické energie. Nevýhodou současných palivových článků je stále ještě jejich vysoká cena a fakt, že proces je doposud značně citlivý vůči katalytickým jedům, takže vyžaduje použití velmi čistých chemikálií. Proto se palivové články od šedesátých let 20. století využívají především v kosmických technologiích, kde uvedené nevýhody nejsou příliš významné.
- Vodík lze využít ke skladování energie. Ovšem účinnost celého cyklu (uložení energie a následného využití) je ale poměrně malá (pod 45 %).[13]
- Perspektivně jsou izotopy vodíku pokládány za hlavní energetický zdroj při využití řízené termonukleární fúze, kdy lze slučováním lehkých atomových jader dosáhnout významného energetického zisku. Jaderná fúze však zůstává ve stádiu experimentálních prototypů a jejich zavedení do praxe lze očekávat v horizontu několika desítek let (v roce 2008 začala probíhat výstavba termonukleárního reaktoru ITER ve francouzském Cadarache). Praktické využití jaderné fúze se doposud uskutečnilo pouze při výrobě termonukleární bomby. Požár vzducholodi Hindenburg, plněné vodíkem
- Hoření vodíku s kyslíkem je silně exotermní a vyvíjí teploty přes 3 000 °C. Toho se běžně využívá při svařování nebo řezání kyslíko-vodíkovým plamenem nebo v metalurgii při zpracování těžko tavitelných kovů.
- Vodík slouží jako chladivo alternátorů v elektrárnách.
- Mimořádně nízké hustoty plynného vodíku se využívalo v počátcích letectví k plnění vzducholodí a balónů. Náhrada výbušného vodíku inertním heliem byla prakticky využitelná pouze v Severní Americe s přírodními zdroji podzemního helia. Navíc bylo helium embargováno pro vývoz do nacistického Německa. Když v roce 1937 vzducholoď Hindenburg shořela při přistání s několika desítkami obětí, éru vodíkem plněných dopravních prostředků lehčích než vzduch definitivně ukončila. Příčinou exploze vzducholodě Hindenburg byla elektrická jiskra. Jak vzducholoď „pluje“ ve vzduchu, tak se plášť vzducholodě tře o okolní vzduch a tím se balon vzducholodě elektrostaticky nabíjí. V tomto historickém případě šlo o kombinaci počasí v místě přistání, kde bylo před bouřkou, a přetření povrchu vzducholodi nevhodným nátěrem zvyšujícím akumulaci elektrostatického náboje. Stačila pak jediná jiskra, obal se vzňal, od obalu se propálily vnitřní balony s vodíkem, a katastrofa propukla naplno.
- Nízké hustoty a nízké viskozity vodíku se využívá pro snížení tření ve strojích, kde je třeba rychle proudící plynné médium. Příkladem jsou elektrické generátory (kde může tvořit náplň skříně) nebo Stirlingův motor (jako pracovní médium).
- Vodíku stále více využívá při výrobě amoniaku z prvků – dusíku a vodíku. Reakce probíhá za teploty okolo 500 °C, tlaku 10–100 MPa a katalyzátoru aktivovaného železa (železo je aktivované oxidem hlinitým Al2O3 nebo oxidem draselným K2O). Amoniak je dnes nejpoužívanějším rostlinným hnojivem.

N2 + 3 H2 → 2 NH3
- Reakcí vodíku s chlorem vzniká chlorovodík, který pak zavádíme do vody a vzniká kyselina chlorovodíková, která se v průmyslu používá k mnoha reakcím a syntézám.

H2 + Cl2 → 2 HCl
- Experimentálně se využívá jako fyziologicky inertní dýchací plyn ve směsích pro extrémní hloubkové potápění. Jeho výhodou je velmi nízká hustota a absence HPNS (nervový syndrom vysokého tlaku). Kvůli vysoké reaktivitě vodíku s kyslíkem jsou při potápění používány směsi s maximálním obsahem kyslíku 4 %. Z tohoto důvodu je směs bezpečně dýchatelná teprve od hloubky 30 m. Jako první použil vodík v dýchací směsi Švéd Arne Zetterström v roce 1945. Od té doby bylo provedeno několik výzkumných projektů (např. HYDRA 5, HYDRA 8) dokazujících použitelnost vodíkových směsí v hloubkách 400–600 m. Dýchací směs vodíku a kyslíku se nazývá HYDROX a směs kyslíku, vodíku a helia se nazývá HYDRELIOX.

### Vodík a zmírnění klimatické změny (mitigace)
Většina národních strategií snižování emisí skleníkových plynů počítá s využitím vodíku jako paliva. V první fázi by měl být využíván vodík, který v průmyslové výrobě vzniká jako nepotřebný vedlejší produkt (v roce 2023 je obvykle bez dalšího využití spalován). V budoucnosti bude záležet na ekologickém způsobu výroby vodíku. Tzv. černý vodík se vyrábí z černého uhlí, hnědý vodík z hnědého uhlí. Šedý vodík a modrý vodík ze zemního plynu, ale i jeho výroba je z hlediska emisí horší než přímo z plynu či uhlí samotného. Za použití elektřiny z obnovitelných zdrojů se vyrábí tzv. zelený vodík. Vodík vyrobený za pomoci jaderné energie se nazývá nejednotně jako fialový vodík, růžový vodík či žlutý vodík.
Celková účinnost elektrolýzy (tj. výroby zeleného vodíku) se pohybuje okolo 55–60 %, přičemž na výrobu 1 kg vodíku je zapotřebí 9 litrů vody a 60 kWh elektrické energie. Na konci roku 2024 skončil projekt zeleného vodíku SkyFuelH2 pro letecká paliva, protože by byl příliš nákladný (7 EUR za kilogram, což je zhruba 200 EUR/MWh).
V roce 2021 byla nedotovaná cena šedivého vodíku 280 až 320 Kč/kg, přičemž kilogram obsahuje 4× více energie než kilogram motorové nafty, což ve výsledku znamená 3× vyšší náklady na provoz vodíkových než fosilních spalovacích motorů. Nevýhodou je emise 5,5 kg CO2 na výrobu 1 kg vodíku. V březnu 2023 byla v Praze na Barrandově otevřena první tankovací stanice na vodík s cenou 278 Kč/kg.

### Příklady využití v ČR
Pražská plynárenská získala v roce 2023 dotaci na vybudování vodíkové plnicí stanice ve svém areálu v Praze Michli za 70 miliónů korun. Bez dotací je její vybudování a provoz neekonomický. V plánu je zajištění zkušebního provozu jednoho vodíkového autobusu MHD, který by kolem plnicí stanice jezdil.
Podle Pražské plynárenské nedělá vodík do dvou procent objemu v distribuční plynárenské soustavě žádný problém, avšak v roce 2023 není ekonomicky únosné v ČR zelený vodík vyrábět pomocí FVE ani ho potrubím dopravovat do ČR z větrných elektrárenských polí na severu Německa.

## Sloučeniny

### Hydridy
Hydridy jsou obecně všechny dvouprvkové sloučeniny vodíku s prvky. V užším slova smyslu se jako hydridy označují pouze dvouprvkové sloučeniny vodíku s alkalickými kovy a kovy alkalických zemin. Hydridy se dělí na iontové, kovalentní a kovové, které nemají vždy pravidelnou strukturu a pevné stechiometrické složení. Proto se někdy ještě kovové hydridy dělí na kovové, které mají pravidelnou strukturu a stechiometrické složení, nejčastěji to jsou práškovité látky s černou barvou, a hydridy přechodného typu, které mají proměnlivé složení, které se mění v závislosti na tlaku vodíku. Kovalentní hydridy se dělí na molekulové a polymerní.
- Hydrid sodný NaH je bílá krystalická látka s vysokou teplotou tání a varu, která se dá využít jako velmi silné redukční činidlo. Připravuje se zahříváním sodíku v atmosféře vodíku. S vodou reaguje za vzniku hydroxidu sodného a vodíku. Je to iontový hydrid.
- Hydrid vápenatý CaH2 je bílá krystalická látka s vysokou teplotou tání a varu, která se dá využít jako velmi silné redukční činidlo. Připravuje se zahříváním vápníku v atmosféře vodíku. S vodou reaguje za vzniku hydroxidu vápenatého a vodíku. Je to iontový hydrid.
- Amoniak, čpavek neboli azan NH3 je bezbarvý plyn nepříjemné chuti a čpavého zápachu. Dá se lehce zkapalnit a v laboratoři se používá jako polární rozpouštědlo. Vzniká reakcí dusíku s vodíkem za vyšší teploty a vysokého tlaku. Je to kovalentní hydrid. Hydrazin je další sloučeninou vodíku s dusíkem N2H4.
- Voda (v systematickém názvosloví oxidan, nikoli oxan, což je systematický název pro tetrahydropyran) H2O je bezbarvá kapalina bez chuti a vůně. Je to nejběžnější polární rozpouštědlo na Zemi. Vzniká reakcí vodíku s kyslíkem. Je to kovalentní hydrid. Další sloučeninou těchto prvků je peroxid vodíku, H2O2, látka se silnými oxidačními účinky.
- Sulfan H2S je bezbarvý plyn s nakyslou chutí a vůní po zkažených vejcích. Je extrémně jedovatý – 0,015% ve vzduchu dokáže usmrtit člověka. Je lehce rozpustný ve vodě za vzniku slabě kyselého prostředí a jeho vodný roztok se používá v analytické chemii pod názvem sirovodíková voda jako zkoumadlo. V přírodě vzniká tlením bílkovinných organismů s obsahem síry. Průmyslově se vyrábí vytěsňováním ze svých solí silnější kyselinou.
- Fluorovodík neboli fluoran[23] HF je plyn bez barvy, s leptavou chutí a nepříjemným zápachem. V roztoku se chová jako slabá kyselina a z halogenovodíků je nejslabší. Používá se k uměleckému leptání skla a jako velmi silné oxidační činidlo. Připravuje se reakcí vodíku s fluorem nebo vytěsněním ze své soli.
- Chlorovodík neboli chloran[23] HCl je plyn bez barvy, s leptavou chutí a nepříjemným zápachem. V roztoku se chová jako silná kyselina („kyselina solná“), která je silnější než fluorovodík, ale slabší než bromovodík a jodovodík. Používá se k výrobě chloridů. Vyrábí se reakcí vodíku s chlorem nebo vytěsněním ze své soli.
- Bromovodík neboli broman[23] HBr je plyn bez barvy, s leptavou chutí a nepříjemným zápachem. V roztoku se chová jako silná kyselina, která je silnější než chlorovodík, ale slabší než jodovodík. Nemá významné praktické použití, ale lze jej použít jako slabé redukční činidlo. Vyrábí se pouze reakcí bromu s vodíkem, nelze jej vytěsnit z jeho soli.
- Jodovodík neboli jodan[23] HI je plyn bez barvy, s leptavou chutí a nepříjemným zápachem. V roztoku se chová jako velmi silná kyselina a z halogenovodíků je nejsilnější. Nemá významné praktické využití, ale lze jej použít jako silnější redukční činidlo. Vyrábí se pouze reakcí vodíku s jodem, nelze jej vytěsnit z jeho soli.
- Ostatní hydridy nejsou nijak významné a běžně se nevyskytují. Další iontové hydridy jsou hydrid lithný LiH, hydrid draselný KH, hydrid rubidný RbH, hydrid cesný CsH, hydrid berylnatý (polymerní struktura) BeH2, hydrid hořečnatý (polymerní struktura) MgH2, hydrid strontnatý SrH2 a hydrid barnatý BaH2. Další kovalentní hydridy jsou boran (polymerní struktura) BH3, alan (polymerní struktura) AlH3, gallan GaH3, indan (polymerní struktura) InH3, thalan TlH3, methan (systematicky karban) CH4 (organická sloučenina), silan SiH4 (organická sloučenina), german GeH4, stannan SnH4, plumban PbH4, fosfan PH3, arsan AsH3, stiban SbH3, bismutan BiH3, selan SeH2, telan TeH2, polan PoH2 a astatan AtH.

### Další
K dalším sloučeninám vodíku patří kyslíkaté kyseliny, hydroxidy a hydráty solí.
- Obecný vzorec kyslíkaté kyseliny je HaAbOc, a,b,c jsou stechiometrické koeficienty kyseliny a A je kyselinotvorný prvek. Atom vodíku je složkou každé kyseliny. Ve vodě odštěpuje kyselina ion H+ a následně vytvoří s molekulou vody oxoniový kation H3O+. Kyseliny v roztoku mají pH menší než 7.
- Obecný vzorec hydroxidů je M(OH)n, n je počet molekul OH a M je zásadotvorný kov. Ve vodě hydroxidy odštěpují anion OH− a v roztoku mají pH větší než 7.
- Hydráty solí jsou látky, které obsahuje ve své struktuře vázané (komplexně i hydratačně) molekuly vody. Zahříváním se tyto molekuly vody odštěpují a rozpouštěním látek ve vodě opět poutají molekuly vody. Při poutání molekuly vody – hydrataci – se u některých sloučenin uvolňuje tzv. hydratační teplo – např. CaCl2 + 2 H2O → CaCl2·2H2O + teplo. Nejtypičtější hydrát, který obsahuje vodu vázanou komplexně i hydratačně je modrá skalice [Cu(H2O)4]SO4·H2O monohydrát síranu tetraaqua-měďnatého. Komplexně vázaná voda se z látek odstraňuje hůře než voda vázaná hydratačně.

### Organické sloučeniny
Jako jeden ze základních kamenů všech organických molekul je vodík přítomný ve všech tkáních živých organizmů. Mezi organické sloučeniny patří sloučeniny uhlíku s vodíkem a křemíku s vodíkem. Uhlík a vodík se vyskytuje ve všech uhlovodících a téměř všech jejich derivátech. Křemík a vodík je obsažen v silanech a ve většině jejich derivátů.

## Izotopy vodíku
Přírodní vodík se skládá ze tří  izotopů:
| Vlastnosti NMR spektroskopie    | Vlastnosti NMR spektroskopie | Vlastnosti NMR spektroskopie | Vlastnosti NMR spektroskopie |
|                                 | 1H                           | 2H                           | 3H                           |
| ------------------------------- | ---------------------------- | ---------------------------- | ---------------------------- |
| Spin jádra                      | 1/2                          | 1                            | −1/2                         |
| gama / rad/T                    | 2,675×108                    | 4,106×107                    | 2,853×108                    |
| Citlivost                       | 1                            | 0,009 65                     | 1,21                         |
| Larmorova frekvence (B = 4,7 T) | 200 MHz                      | 30,7 MHz                     | 213 MHz                      |

### Protium
Klasický atom vodíku (někdy nazývaný protium) je tvořen jedním protonem a jedním elektronem. Tento izotop (1H) je nejjednodušší atom ve vesmíru.

### Deuterium
Atom s jádrem 2H, který obsahuje v jádře jeden proton a jeden neutron a od běžného vodíku se liší především atomovou hmotností 2,01363 u, se označuje jako deuterium. Někdy mu bývá přiřazována i chemická značka D, přestože se nejedná o jiný prvek.
Deuterium je stabilní izotop, který nepodléhá radioaktivní přeměně. V přírodě se běžně vyskytuje vedle lehkého vodíku. V průměru připadá jeden atom deuteria na 7 000 atomů vodíku.
Ve spojení s kyslíkem tvoří deuterium těžkou vodu, D2O. Tato sloučenina má významné využití v jaderném průmyslu. Je velmi účinným moderátorem, tedy látkou zpomalující rychlost neutronů. Této vlastnosti se již od druhé světové války využívá v určitém typu jaderných reaktorů k přípravě plutonia z uranu. Těžká voda se vyrábí elektrolýzou vody: ta obsahuje H2O i D2O, těžká voda se ale rozkládá pomaleji, a proto při mnohonásobném opakování elektrolýzy lze získat velmi čistou těžkou vodu – až 99,9 %.
Německá armáda se za druhé světové války snažila vyvinout jadernou bombu na bázi plutonia. V norském Rjukanu existoval průmyslový komplex společnosti Norsk Hydro, vyrábějící těžkou vodu. Spojenci tento komplex zničili operací zvláštních jednotek (bombardování po jeho opravě způsobilo těžké ztráty na životech místních obyvatel, ale továrnu poškodilo jen mírně), přesto se však nacistům podařilo vyrobit dostatečné množství těžké vody pro další experimenty s jadernou zbraní. Těžká voda, která se měla přepravit z Norska do Německa, byla z větší části potopena při převozu přes jedno z norských jezer díky partyzánské akci. Některé sudy, které nebyly zcela naplněny a po výbuchu trajektu plavaly na hladině, se však dostaly do Berlína.
Dnes je deuterium využíváno také jako účinný stopovač biochemických reakcí. Pokud je na počátku výzkumu distribuce určité sloučeniny v organismu použita látka, která má atomy vodíku nahrazeny deuteriem, lze vysledovat její cestu biochemickou přeměnou analýzou všech možných vzniklých produktů.

### Tritium

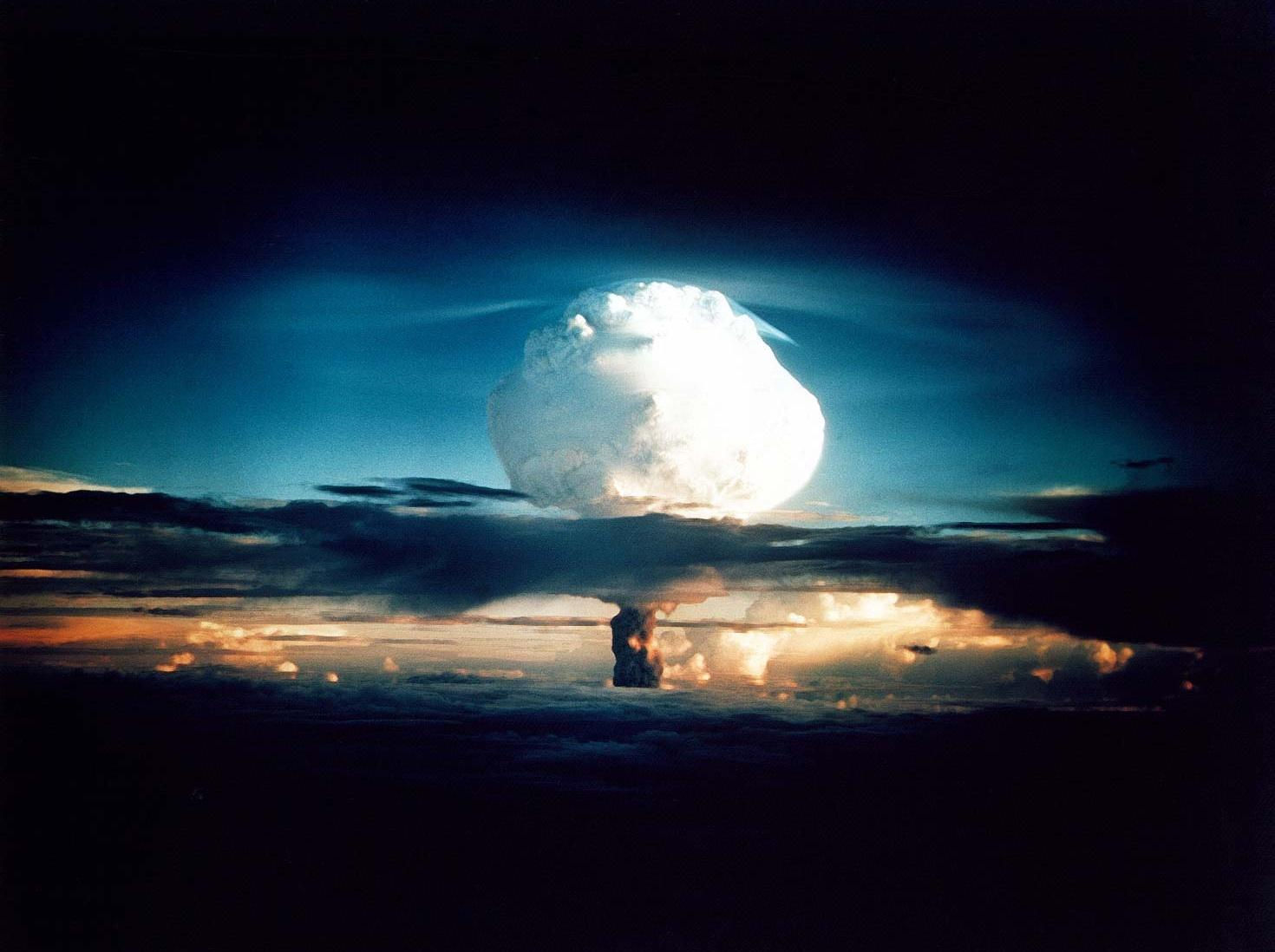
Termonukleární výbuch

Tritium (čti trícium) je izotop 3H, který má jádro složeno z jednoho protonu a 2 neutronů a bývá někdy označován chemickou značkou T. Jeho atomová hmotnost má hodnotu 3,01605 u.
Na rozdíl od deuteria je jádro tritia nestabilní a rozpadá se s poločasem rozpadu 12,33 roku za vyzáření pouze málo energetického záření beta.
V přírodních podmínkách vzniká tritium především v horních vrstvách atmosféry při kolizi kosmického záření s jádrem atomu deuteria. Uměle je tritium získáváno v těžkovodních jaderných reaktorech při výrobě plutonia z přírodního uranu. Tritium slouží jako jedna složka náplně termonukleární bomby, nejničivější lidmi vyrobené zbraně.
Tritium je jedním ze základních meziproduktů termojaderné fúze, která je energetickým zdrojem hvězd.
Tritium se též někdy používá pro výrobu svítících ručiček a indexů hodinek, které září bez ohledu na to, zda byly předtím vystaveny světlu: tritium slouží jako zářič, který budí některou luminiscenční látku ke světélkování. S ohledem na poločas rozpadu tritia je životnost takové světélkující barvy několik desítek let. Zdravotní rizika jsou na rozdíl od luminiscenčních barev, u kterých se používalo radium, nulové. Tritium však je používáno jen několika výrobci, protože výroba je nákladná. Tritium musí být vázáno jako plyn do mikrogranulí, nebo je obsaženo ve skleněných mikrotrubičkách. Obojí je technologicky náročné.